# Scymnus nebulosus
Scymnus nebulosus är en skalbaggsart som beskrevs av Leconte 1852. Scymnus nebulosus ingår i släktet Scymnus och familjen nyckelpigor. Inga underarter finns listade i Catalogue of Life.